# متلازمة الوحمة الزرقاء المطاطية الفقاعية
متلازمة الوَحْمَةٌ الزَرْقاءُ المَطَّاطِيَّةٌ الفُقَّاعِيَّة (بالإنجليزية: Blue rubber bleb nevus syndrome ومختصرها BRBNS)‏ هي اضطراب نادر يتكون أساسًا من الأوعية الدموية غير الطبيعية التي تؤثر على الجلد أو الأعضاء الداخلية - عادةً الجهاز الهضمي. يتميز المرض بوجود بثور مملوءة بالسوائل (الفقاعات) كآفات مرئية ومحدودة ومزمنة (وحمة).
وصفه ويليام بين في عام 1958. تحدث متلازمة الوحمة الزرقاء المطاطية الفقاعية  بسبب الطفرات الجسدية في جين TEK (TIE2).

## الأعراض

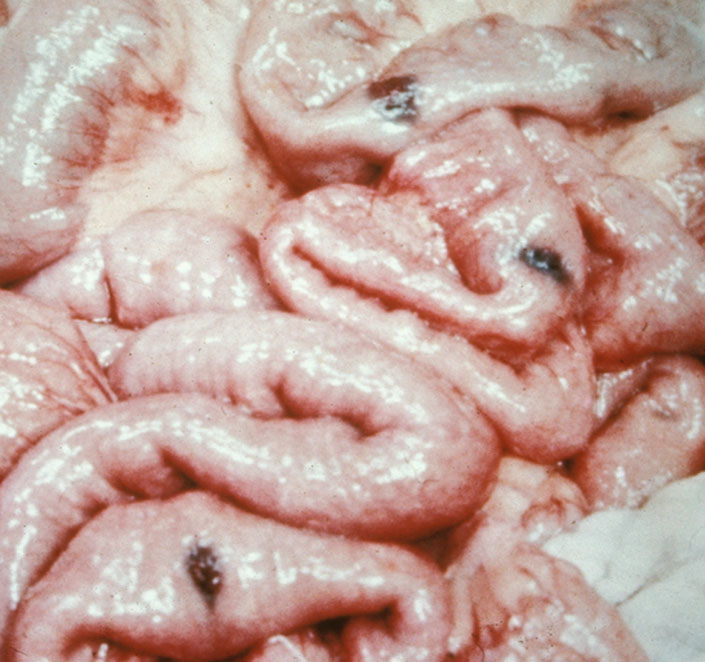
تشوهات وريدية توجد على الأمعاء في متلازمة الوحمة الزرقاء المطاطية الفقاعية.تصيب الأفات الأمعاء بشكل رئيسي كما في الصورة أعلاه، وتكون هشة سهلة النزف.

تعد متلازمة الوحمة الزرقاء المطاطية الفقاعية هي تشوه وريدي، في السابق، وإن كان خطأً، يُعتقد أنه مرتبط بورم وعائي. يحمل احتمالية كبيرة لحدوث نزيف خطير. توجد الآفات بشكل شائع على الجلد والأمعاء الدقيقة والأمعاء الغليظة البعيدة. يمكن أيضًا العثور على أعضاء أخرى مصابة بالآفات في الجهاز العصبي المركزي والكبد والعضلات. تظهر عادة بعد الولادة بفترة وجيزة أو أثناء الطفولة المبكرة.

## الأسباب
سبب حدوث متلازمة الوحمة الزرقاء المطاطية الفقاعية غير معروف حاليًا. تعتبر المتلازمة متقطعة. من المحتمل أن يكون لدى الشخص الذي تم تشخيص إصابته بمتلازمة الوحمة الزرقاء المطاطية الفقاعية  قريب عائلي لديه تشوهات وريدية أخرى متعددة البؤر وهو أحد أعراض المرض. عثر على أسباب وراثية لمتلازمة الوحمة الزرقاء المطاطية الفقاعية في الحالات العائلية المرتبطة بالكروموسوم 9p، ولكن غالبية الحالات متفرقة. يرتبط المرض بظهور مضاعفات الجهاز الهضمي. يُذكر أن نزيف الجهاز الهضمي هو السبب الأكثر شيوعًا للوفاة في معظم الحالات.

## التشخيص
يصعب تشخيص متلازمة الوحمة الزرقاء المطاطية الفقاعية بسبب ندرة المرض. يعتمد تشخيص متلازمة الوحمة الزرقاء المطاطية الفقاعية عادةً على وجود آفات جلدية مع أو بدون نزيف معدي معوي و / أو إصابة أعضاء أخرى. عثر على الأورام الوعائية الجلدية على سطح الجلد ومن فروة الرأس إلى باطن القدمين. تتميز الآفات الجلدية بأنها مطاطية ولينة وناعمة ونزفية وسهلة الانضغاط ويمكن إعادة ملئها على الفور بعد الضغط. يستخدم الفحص البدني في الغالب لتشخيص الأورام الوعائية الجلدية على سطح الجلد. التنظير هو أداة التشخيص الرائدة لتشخيص متلازمة الوحمة الزرقاء المطاطية الفقاعية لأولئك الذين يعانون من آفات في الجهاز الهضمي. يتم إضاءة وتصور الجهاز الهضمي في التنظير الداخلي. كما يسمح التنظير الداخلي بإجراءات علاجية فورية مثل بلازما الأرجون أو التخثر أو التخثير الضوئي بالليزر أو العلاج بالتصليب أو ربط الشريط. بالإضافة إلى الفحص البدني والتنظير الداخلي، فإن التصوير بالموجات فوق الصوتية، والصور الشعاعية، والتصوير المقطعي المحوسب، والتصوير بالرنين المغناطيسي مفيدة في الكشف عن الأعضاء الحشوية المصابة.

## العلاج
هناك عدة طرق لعلاج متلازمة الوحمة الزرقاء المطاطية الفقاعية لأنها ليس مرضًا قابلًا للشفاء. يعتمد علاج متلازمة الوحمة الزرقاء المطاطية الفقاعية على شدة وموقع المناطق المصابة. يمكن علاج الآفات الجلدية بشكل فعال عن طريق الليزر، والإزالة الجراحية، والتخثير الكهربائي، والعلاج بالتبريد، والعلاج بالتصليب. في حالات أخرى، يستخدم العلاج بالحديد (مثل مكملات الحديد) وعمليات نقل الدم لعلاج متلازمة الوحمة الزرقاء المطاطية الفقاعية بشكل متحفظ بسبب كمية الدم المفقودة من نزيف الجهاز الهضمي. ليس من الضروري إزالة الآفات في الجهاز الهضمي إلا إذا أدى النزيف إلى فقر الدم وتكرار عمليات نقل الدم. من الآمن إزالة آفات الجهاز الهضمي جراحيًا، ولكن قد يلزم إجراء عملية جراحية طويلة أو أكثر. في حالة تكرار ظهور ورم وعائي جديد في الجهاز الهضمي، يلزم العلاج بالليزر الستيرويد. العلاج ليس مطلوبًا لمن يعانون من البقع الجلدية، ولكن بعض الأفراد المصابين بمتلازمة الوحمة الزرقاء المطاطية الفقاعية قد يرغبون في العلاج لأسباب تجميلية أو إذا كان المكان المصاب يسبب عدم الراحة أو يؤثر على الوظيفة الطبيعية.

## الإصابة
تصيب متلازمة بلو المطاط بليب نيفوس الذكور والإناث بأعداد متساوية. وفقًا لمراجعة الأدبيات، كان 20٪ من مرضى متلازمة الوحمة الزرقاء المطاطية الفقاعية من الولايات المتحدة، و 15٪ من اليابان، و 9٪ من إسبانيا، و 9٪ من ألمانيا، و6٪ من الصين، و6٪ من فرنسا؛ وعدد أقل من الحالات من بلدان أخرى. يشير هذا إلى أن أي عرق يمكن أن يتأثر بمتلازمة الوحمة الزرقاء المطاطية الفقاعية.

## وصلات خارجية
- Birthmarks.us
- ديرما أطلس 216
- Miami Herald article describing day in the life of a sufferer